# Товил (Илиноис)
Товил (енгл. Thawville) град је у америчкој савезној држави Илиноис.

## Демографија
По попису из 2010. године број становника је 241, што је 17 (-6,6%) становника мање него 2000. године.
| Група             | 2000.       | 2010.       |
| Белци             | 243 (94,2%) | 208 (86,3%) |
| Афроамериканци    | 0 (0,0%)    | 1 (0,4%)    |
| Азијати           | 1 (0,4%)    | 1 (0,4%)    |
| Хиспаноамериканци | 13 (5,0%)   | 22 (9,1%)   |
| Укупно            | 258         | 241         |